# Maison forte de Clifton
Pour les homonymes de langue anglaise, voir Clifton Hall.
La maison forte de Clifton (Clifton Hall) est une maison forte située dans le civil parish britannique de Clifton, dans le comté anglais de Cumbria. Il n’en reste aujourd’hui que le donjon, daté du XVe ou XVIe siècle, dans un enclos près de l’autoroute M6 ; il est protégé (scheduled monument) et fait partie des propriétés de l’English Heritage.

## Architecture
Des fouilles archéologiques ont retrouvé les traces du manoir médiéval de la famille Wybergh, à la place de l’actuelle tour. Celle-ci date du XVIe siècle, à une époque où les dangers avec l’Écosse voisine semblaient écartés : elle possède des murs moins épais que ceux habituels à ce genre de bâti, et les fenêtres sont également plus larges. Elle mesure dix mètres sur huit, et possède trois niveaux, le rez-de-chaussée étant divisé en plusieurs pièces.
Au XVIIe siècle, un nouveau hall a été construit, au sud ; ses biens ont été pillés en 1745 par les Jacobites, lors de l’escarmouche de Clifton Moor (en), et il a été détruit par la suite. Des travaux de restauration ont été effectués sur le bâtiment restant en 1979.

## Informations externes
- « Clifton Hall » sur le site de l’English Heritage
- « Penrith - Clifton Hall Pele » sur le site visitcumbria.com